# اروین مساروش
اِروین مِساروش (مجاری: Mészáros Ervin; ۲ آوریل ۱۸۷۷ – ۲۱ مهٔ ۱۹۴۰) شمشیرباز اهل مجارستان بود.
وی در مسابقات کشوری و بین‌المللی در مجموع برندهٔ ۱ مدال طلا، ۱ مدال برنز شده‌است.